# Solid State Survivor
Solid State Survivor è il secondo album in studio del gruppo musicale giapponese Yellow Magic Orchestra, pubblicato nel 1979.

## Il disco
L'album non venne mai pubblicato negli Stati Uniti, ma molte delle sue canzoni, incluse Behind the Mask, Rydeen, la cover Day Tripper, e Technopolis vennero pubblicate per il mercato americano nel seguente ×∞Multiplies.
Così come il precedente Yellow Magic Orchestra (pubblicato nel 1978), Solid State Survivor fu uno dei primi esempi di synth pop, un genere del quale il gruppo è stato precursore. Oltre a contribuire agli sviluppi del genere techno, l'album vinse il premio Best Album Award da parte del Japan Record Award, e vendette due milioni di copie. Dall'album molti altri musicisti hanno ripreso i campionamenti e fatto numerose cover.
Il brano Rydeen è stato usato come sigla del programma Bis andato in onda su Canale 5 con Mike Bongiorno.

## Tracce

### Lato A
1. Technopolis – 4:14 (Ryūichi Sakamoto)
2. Absolute Ego Dance – 4:37 (Haruomi Hosono)
3. Rydeen – 4:26 (Yukihiro Takahashi)
4. Castalia – 3:31 (Sakamoto)

Durata totale: 16:48

### Lato B
1. Behind the Mask – 3:36 (Sakamoto, testo di Chris Mosdell)
2. Day Tripper – 2:40 (John Lennon, Paul McCartney, Yellow Magic Orchestra)
3. Insomnia – 4:57 (Hosono, testo di Mosdell)
4. Solid State Survivor – 3:58 (Takahashi, testo di Mosdell)

Durata totale: 15:11

## Formazione
- Ryūichi Sakamoto: tastiere, voce
- Yukihiro Takahashi: batteria, voce
- Haruomi Hosono: basso, tastiere, voce
- Chris Mosdell: testi
- Hideki Matsutake: programmatore
- Makoto Ayukawa: chitarra in Day Tripper e Solid State Survivor
- Sandii: voce in Absolute Ego Dance